# Almiserà (kommunhuvudort)
Almiserà är en kommunhuvudort i Spanien.   Den ligger i provinsen Província de València och regionen Valencia, i den östra delen av landet, 300 km sydost om huvudstaden Madrid. Almiserà ligger 136 meter över havet och antalet invånare är 262.
Terrängen runt Almiserà är huvudsakligen kuperad, men västerut är den platt. Runt Almiserà är det ganska glesbefolkat, med 43 invånare per kvadratkilometer. Närmaste större samhälle är Gandia, 10,3 km nordost om Almiserà. 